# Diócesis de Mossoró
La diócesis de Mossoró (en latín: Dioecesis Mossorensis y en portugués: Diocese de Mossoró) es una circunscripción eclesiástica de la Iglesia católica en Brasil. Se trata de una diócesis latina, sufragánea de la arquidiócesis de Natal. Desde el 15 de junio de 2004 su obispo es Mariano Manzana.

## Territorio y organización
La diócesis tiene 18 832 km² y extiende su jurisdicción sobre los fieles católicos de rito latino residentes en 55 municipios del estado de Río Grande del Norte: Água Nova, Alexandria, Almino Afonso, Antônio Martins, Apodi, Açu, Baraúna, Campo Grande, Caraúbas, Carnaubais, Coronel João Pessoa, Doutor Severiano, Encanto, Felipe Guerra, Francisco Dantas, Frutuoso Gomes, Governador Dix-Sept Rosado, Grossos, Itaú, Janduís, João Dias, José da Penha, Lucrécia, Luís Gomes, Major Sales, Marcelino Vieira, Martins, Messias Targino, Mossoró, Olho-d'Água do Borges, Paraná, Paraú, Patu, Pau dos Ferros, Pilões, Portalegre, Porto do Mangue, Rafael Fernandes, Rafael Godeiro, Riacho da Cruz, Riacho de Santana, Rodolfo Fernandes, São Francisco do Oeste, São Miguel, Serra do Mel, Serrinha dos Pintos, Severiano Melo, Taboleiro Grande, Tenente Ananias, Tibau, Triunfo Potiguar, Umarizal, Upanema, Venha-Ver y Viçosa.
La sede de la diócesis se encuentra en la ciudad de Mossoró, en donde se halla la Catedral de Santa Lucía.
En 2019 en la diócesis existían 38 parroquias agrupadas en 5 zonas pastorales.

## Historia
La diócesis fue erigida el 28 de julio de 1934 con la bula Pro ecclesiarum omnium del papa Pío XI, obteniendo el territorio de la diócesis de Natal (hoy arquidiócesis).
Originalmente sufragánea de la arquidiócesis de Paraíba, pasó a formar parte de la provincia eclesiástica de la arquidiócesis de Natal el 16 de febrero de 1952.
Con la carta apostólica Quam congrue del 11 de octubre de 1984, el papa Juan Pablo II declaró a santa Lucía, virgen y mártir, patrona de la diócesis.

## Estadísticas
Según el Anuario Pontificio 2020 la diócesis tenía a fines de 2019 un total de 654 000 fieles bautizados.
| Año                                                                             | Población            | Población | Población      | Sacerdotes | Sacerdotes    | Sacerdotes    | Bautizados por sacerdote | Diáconos permanentes | Religiosos | Religiosos | Parroquias |
| Año                                                                             | Bautizados católicos | Total     | % de católicos | Total      | Clero secular | Clero regular | Bautizados por sacerdote | Diáconos permanentes | Varones    | Mujeres    | Parroquias |
| ------------------------------------------------------------------------------- | -------------------- | --------- | -------------- | ---------- | ------------- | ------------- | ------------------------ | -------------------- | ---------- | ---------- | ---------- |
| 1950                                                                            | 350 000              | 400 000   | 87.5           | 33         | 13            | 20            | 10 606                   |                      | 20         | 43         | 16         |
| 1966                                                                            | 330 000              | 380 000   | 86.8           | 35         | 28            | 7             | 9428                     |                      | 7          | 38         | 18         |
| 1968                                                                            | 286 000              | 356 708   | 80.2           | 34         | 26            | 8             | 8411                     |                      | 8          | 62         | 18         |
| 1976                                                                            | 421 360              | 482 670   | 87.3           | 33         | 19            | 14            | 12 768                   |                      | 14         | 50         | 21         |
| 1980                                                                            | 435 089              | 555 089   | 78.4           | 25         | 11            | 14            | 17 403                   |                      | 16         | 50         | 21         |
| 1990                                                                            | 651 000              | 685 000   | 95.0           | 30         | 18            | 12            | 21 700                   |                      | 16         | 68         | 20         |
| 1999                                                                            | 751 000              | 780 000   | 96.3           | 36         | 27            | 9             | 20 861                   |                      | 12         | 65         | 20         |
| 2000                                                                            | 760 000              | 790 000   | 96.2           | 36         | 27            | 9             | 21 111                   |                      | 12         | 44         | 20         |
| 2001                                                                            | 768 000              | 798 000   | 96.2           | 36         | 25            | 11            | 21 333                   |                      | 14         | 68         | 20         |
| 2002                                                                            | 778 000              | 809 000   | 96.2           | 36         | 25            | 11            | 21 611                   |                      | 13         | 59         | 20         |
| 2003                                                                            | 793 000              | 825 000   | 96.1           | 37         | 26            | 11            | 21 432                   |                      | 13         | 50         | 20         |
| 2004                                                                            | 793 000              | 825 000   | 96.1           | 37         | 26            | 11            | 21 432                   |                      | 13         | 60         | 20         |
| 2013                                                                            | 889 000              | 924 000   | 96.2           | 56         | 44            | 12            | 15 875                   |                      | 14         | 65         | 32         |
| 2016                                                                            | 682 000              | 812 625   | 83.9           | 58         | 45            | 13            | 11 758                   | 3                    | 19         | 69         | 32         |
| 2019                                                                            | 654 000              | 817 826   | 80.0           | 57         | 45            | 12            | 11 473                   | 3                    | 14         | 58         | 38         |
| Fuente: Catholic-Hierarchy, que a su vez toma los datos del Anuario Pontificio. |                      |           |                |            |               |               |                          |                      |            |            |            |

## Episcopologio
- Jaime de Barros Câmara † (19 de diciembre de 1935-15 de septiembre de 1941 nombrado arzobispo de Belém do Pará)
- João Batista Portocarrero Costa † (31 de julio de 1943-3 de julio de 1953 nombrado arzobispo coadjutor de Olinda y Recife[nota 1])
- Elizeu Simões Mendes † (19 de septiembre de 1953-17 de octubre de 1959 nombrado obispo de Campo Mourão)
- Gentil Diniz Barreto † (11 de junio de 1960-14 de marzo de 1984 renunció)
- José Freire de Oliveira Neto † (14 de marzo de 1984 por sucesión-15 de junio de 2004 retirado)
- Mariano Manzana, desde el 15 de junio de 2004